# Sami Al-Husaini
Sami Al-Husaini (25 de setembro de 1989) é um futebolista profissional bareinita que atua como atacante.

## Carreira
Sami Al-Husaini representou a Seleção Bareinita de Futebol na Copa da Ásia de 2015.